# Niagara Motor Vehicle Company
Niagara Motor Vehicle Company war ein US-amerikanischer Hersteller von Automobilen.

## Unternehmensgeschichte
Charles Lindstrom hatte im Dezember 1901 die Hewitt-Lindstrom Motor Company verlassen. Im Januar 1902 stellte er in Buffalo im US-Bundesstaat New York einen Prototyp her. Kurz danach gründete er das Unternehmen in der gleichen Stadt. Die Produktion von Automobilen begann. Der Markenname lautete Niagara, evtl. mit dem Zusatz Electric. Bereits im Herbst 1902 folgte die Insolvenz. Das Unternehmen wurde aufgelöst. Insgesamt entstanden nur wenige Fahrzeuge. Am 25. Februar 1904 wurden die Vermögenswerte versteigert. Lindstrom wechselte zur Towanda Motor Vehicle Company.
Weitere US-amerikanische Hersteller von Personenkraftwagen der Marke Niagara waren Niagara Automobile Company (1901), Wilson Automobile Company, Niagara Motors Manufacturing Company und Niagara Automobile Company (1915).

## Fahrzeuge
Im Angebot standen ausschließlich Elektroautos. Aufbauten waren Runabout mit zwei Sitzen, ein Road Wagon und ein Lieferwagen.